# SÍ Sumba
SÍ Sumba vollständiger Name Sumbiar Ítróttafelag („Sportverein von Sumba“), ebenfalls bekannt unter Sumba ÍF, ist ein ehemaliger färöischer Fußballclub mit Sitz in Sumba und  spielte zuletzt in der zweiten färöischen Liga (2. Deild). Der Verein fusionierte 2005 mit VB Vágur und spielt seit 2010 unter dem Namen FC Suðuroy.

## Geschichte

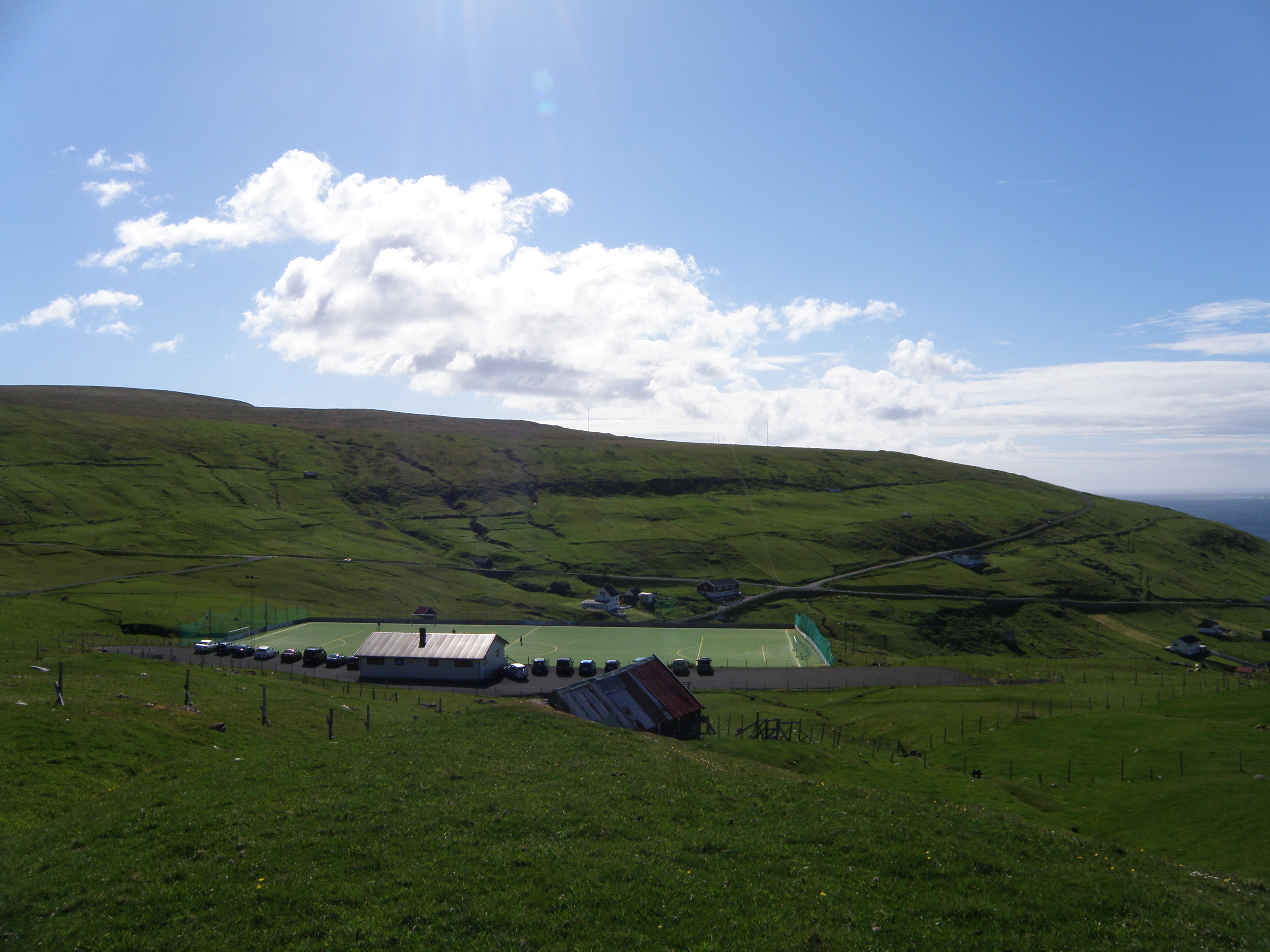
Fußballplatz von SÍ Sumba

Der Verein wurde am  21. Mai 1940 gegründet. Einen nationalen Meister- oder Pokaltitel konnte SÍ Sumba hierbei nicht erringen. Die größten Erfolge des Vereins waren die Aufstiege in die erste färöische Liga (heute Effodeildin, vorher 1. Deild).
1990 gelang SÍ Sumba zum ersten Mal der Aufstieg in die höchste färöische Spielklasse. Mit nur fünf Punkten musste der Verein als Tabellenletzter im darauffolgenden Jahr wieder in die 2. Deild absteigen.
Als VB Vágur 1993 in die 2. Deild abstieg und daraufhin beide Vereine im Süden Suðuroys nur noch zweitklassig spielten, einigten sich beide zum Zusammenschluss. Dank der 1994 verwirklichten Fusion gelang noch im selben Jahr der Aufstieg in die Formuladeildin, diesmal als Sumba/VB. Nach internen Unstimmigkeiten und einem mageren neunten Platz wurde dieses Projekt schon nach einem Jahr beendet und beide Vereine trennten sich wieder. SÍ Sumba wurde daraufhin in der Saison 1996 der 2. Deild zugeteilt.
Schon 1997 glückte allerdings die Meisterschaft in der 2. Deild und damit der erneute Aufstieg. In den beiden folgenden Jahren 1998 und 1999 gelang es dem Klub, als Neunter der Tabelle stets einen Klub hinter sich zu bringen und beide Male die Relegationsspiele für sich zu entscheiden.
Erst 2000 musste der Verein als Tabellenletzter den Gang in die Zweitklassigkeit antreten. Von 2001 an spielte SÍ Sumba in der 2. Deild und fristete nach einem siebten Platz 2004 auch 2005 im unteren Feld der Tabelle sein Dasein. Daher vereinte sich SÍ 2005 erneut mit dem VB. Gemeinsam spielten sie somit als VB/Sumba wieder in der obersten Liga.

## Trainer
- Magni Eystan Á (1991)
- Gert Petersen (1992)

- Spasoje Biberdžić (1998)
- Birgir Jørgensen (1999)
- Milan Ćimburović (1999–2000)
- Magni Eystan Á (2000)

## Ligarekorde
- Beste Ligaplatzierung: 9. Platz (1998, 1999)
- Höchster Heimsieg: 3:2 gegen B68 Toftir (7. September 1991), 3:2 gegen TB Tvøroyri (24. Mai 1998), 1:0 gegen ÍF Fuglafjørður (10. Mai 1998), 1:0 gegen VB Vágur (27. Juni 1999), 1:0 gegen FS Vágar (14. Mai 2000), 1:0 gegen B71 Sandur (21. Mai 2000)
- Höchste Heimniederlage: 0:10 gegen B36 Tórshavn (15. August 1998)
- Höchster Auswärtssieg: 3:1 gegen HB Tórshavn (21. April 1991), 2:0 gegen FS Vágar (27. August 2000)
- Höchste Auswärtsniederlage: 1:11 gegen GÍ Gøta (13. September 1998), 1:11 gegen B36 Tórshavn (10. Mai 2000)
- Torreichstes Spiel: GÍ Gøta–SÍ Sumba 11:1 (13. September 1998), B36 Tórshavn–SÍ Sumba 11:1 (10. Mai 2000)
- Ewige Tabelle: 21. Platz

## Frauenfußball
Das Frauenteam von SÍ belegte als Gründungsmitglied der 1. Deild in Gruppe B nur den vorletzten Platz und stieg somit in der Premierensaison ab. 1987 gelang die Rückkehr und mit dem vorletzten Platz der Klassenerhalt, ein Jahr darauf folgte als Letztplatzierter der nächste Abstieg. Von 1992 bis 1994 konnte der Abstieg immer knapp vermieden werden, 1995 kam es dann zu einer Fusion mit VB Vágur zu Sumba/VB, die in einem sechsten Platz resultierte. Daraufhin wurde die Fusion wieder aufgelöst, woraufhin SÍ 1996 nur zu einem einzigen Sieg kam. Aufgrund einer Aufstockung der Liga wurde der Abstieg ausgesetzt, welcher jedoch ein Jahr darauf mit dem letzten Platz folgte. 2003 kehrte SÍ Sumba zum letzten Mal in die erste Liga zurück und belegte dort erneut nur den letzten Platz. 2005 kam es dann zur erneuten Fusion.

### Ligarekorde
- Beste Ligaplatzierung: 5. Platz (1994)
- Höchster Heimsieg: 3:0 gegen GÍ Gøta II (1985), 3:0 gegen ÍF Fuglafjørður (24. Mai 1992), 3:0 gegen GÍ Gøta (24. August 2003)
- Höchste Heimniederlage: 0:10 gegen B36 Tórshavn (29. September 1996), 0:10 gegen B36 Tórshavn (27. September 1997)
- Höchster Auswärtssieg: 9:1 gegen GÍ Gøta II (1985)
- Höchste Auswärtsniederlage: 0:11 gegen HB Tórshavn (17. Juni 2000)
- Torreichstes Spiel: SÍ Sumba–Skála ÍF 2:10 (15. September 1996)
- Ewige Tabelle: 16. Platz